# Вахтанг (Липартелиани)
Епископ Вахтанг (в миру Георгий Отарьевич Липартелиани, груз. გიორგი ოთარის ძე ლიპარტელიანი; род. 25 октября 1965, Тбилиси) — епископ Грузинской православной церкви, епископ Никорцминдский.

## Биография
Получил образование в Государственном педагогическом университете в Тбилиси.
13 декабря 2008 года в Свято-Троицкой церкви архиепископом Чкондидским Петром (Цаавой) был пострижен в монашество с именем Вахтанг в честь благоверного царя Вахтанга Горгасали. 8 марта 2009 года был рукоположён во иеродиакона, а 27 сентября того же года — во иеромонаха. Вскоре был возведён в сан архимандрита.
В конце декабря того года был направлен Грузинской Церковью нести служение в Россию, в ответ на решение Русской Церкви направить в Тбилиси архимандрита Романа (Лукина) для окормления русскоязычных верующих. Данное решение было принято после разрыва дипломатических отношений между Россией и Грузией. Эти назначения стали возможны благодаря согласованию между предстоятелями Русской и Грузинской Церквей: «Нет государственных послов — будут церковные», — подчеркнул Патриарх Московский и всея Руси Кирилл, выступая накануне Нового года в Российской академии госслужбы при Президенте РФ. Так как традиционно грузинская православная община в Москве окормлялась при храме великомученика Георгия на Большой Грузинской улице (в Грузинах), Предстоятель Русской Православной Церкви назначил его клириком этой церкви.
9 января отбыл в Москву. 10 января, по окончании литургии настоятель этого храма протоиерей Феодор Кречетов представил архимандрита Вахтанга будущей пастве и зачитал рекомендательное письмо от Католикоса-Патриарха Илии II, обращённое ко всем православным грузинам, проживающим в России.
25 мая 2015 года решением Священного Синода Грузинской Православной Церкви был избран на Никорцминдскую кафедру вместо умершего в марте того же года митрополита Никорцминдского Елисея (Джохадзе).
1 июня 2015 года в Сионском кафедральном соборе Тбилиси был хиротонисан в сан епископа Никорцминдского.
24 августа того же года в связи с избранием епископом Никорцминдским указом Патриарха Кирилла был освобождён от временного служения в Московском храме Георгия Победоносца — патриаршего подворья в Грузинах.